# Gustav Schürger
Gustav Schürger (n. 4 ianuarie 1908, Schwabach, Regatul Bavariei, Reich-ul German – d. 10 iunie 1969, Nürnberg, RFG) a fost un jucător de polo pe apă ce a reprezentat Germania, medaliat olimpic. A participat la 1 ediție a Jocurilor Olimpice (1936) în care a câștigat 1 medalie de argint.

## Participări
Lista de mai jos prezintă principalele competiții la care a participat Gustav Schürger de-a lungul carierei.
- Jocurile Olimpice de vară din 1936